# Gunnar Ljungström
Gunnar Ljungström, född 8 september 1905, död 1 oktober 1999, var en svensk ingenjör. 
Ljungström är mest känd för att lett utvecklingsarbetet bakom den första Saab-bilen under andra hälften av 1940-talet. Bedriften gjorde bland annat att han var den förste icke-amerikan som blev hedersmedlem i Society of Automotive Engineers.
Ljungström blev 1958 ledamot av Ingenjörsvetenskapsakademien. 1971 tilldelades han Ingenjörsvetenskapsakademiens stora guldmedalj "för hans insatser för utvecklandet av Saab-bilen".
Ljungströms far respektive farbror var uppfinnarna Fredrik och Birger Ljungström.
I en artikel i Teknisk tidskrift 1960 påvisade Ljungström framhjulsdrivna bilars egenskaper.